# Rhododendron feddei
Rhododendron feddei är en ljungväxtart som beskrevs av Leveille. Rhododendron feddei ingår i släktet rododendron, och familjen ljungväxter. Inga underarter finns listade i Catalogue of Life.